# Imperial Marinheiro (cruzador)
Imperial Marinheiro foi um cruzador operado pela Armda Imperial Brasileira, posteriormente Marinha do Brasil, entre os anos de 1884 e 1887. Foi o  segundo a ostentar esse nome, uma homenagem aos marinheiros nacionais. Naufrágou em 1887, próximo à desembocadura do Rio Doce, Espírito Santo.

## Construção
O Navio de construção mista, feito de madeira e ferro, com uma propulsão híbrida, combinando vela e vapor, teve seu início nos Estabelecimento de Fundição e Estaleiros da Ponta d'Areia, localizados em Niterói, Rio de Janeiro. Este projeto naval foi supervisionado pelo Primeiro-Tenente João Cândido Brazil, um engenheiro experiente que desempenhou um papel fundamental em sua concepção e construção.
A história deste navio teve início em 11 de agosto de 1882, quando sua quilha foi batida, marcando o início de sua construção. O processo culminou com o lançamento ao mar em 20 de junho de 1883. No entanto, sua verdadeira apresentação ao mundo ocorreu em 26 de novembro de 1884, quando foi realizada a Mostra de Armamento, um evento que simbolizou a maturidade e a prontidão desta embarcação para as tarefas que a aguardavam. Nesse dia, ele recebeu o distintivo numérico 17, tornando-se parte da Marinha do Brasil.
É importante notar que este não foi o primeiro navio a levar o nome em questão. O primeiro navio da Marinha do Brasil a ostentar esse nome foi uma embarcação de madeira com propulsão a vela, com um deslocamento de 623 toneladas. Este navio foi construído no Arsenal de Marinha do Rio de Janeiro, sob os planos e fiscalização do renomado Engenheiro Naval Napoleão J. B. Level. Sua jornada começou em 27 de agosto de 1851, quando foi solenemente lançado ao mar e classificado como Corveta.

## Características
O cruzador Imperial Marinheiro, tinha um deslocamento náutico que atingia a marca de 726 toneladas. Com um comprimento total de 65,12 metros e uma distância entre perpendiculares de 50,63 metros. Sua boca de 8,46 metros e um pontal de 4,27 metros contribuíam para sua estabilidade e capacidade de transportar uma tripulação e armamento consideráveis. O calado à vante de 3,05 metros e o calado à ré de 3,35 metros eram especificações que tornavam o cruzador Imperial Marinheiro adequado para uma variedade de missões e condições de mar.
O cruzador possuía uma máquina a vapor de tríplice expansão, que produzia uma potência total de 750 HP. Essa potência permitia ao cruzador atingir uma velocidade máxima de 10 nós, além de uma única chaminé e um hélice. Em termos de armamento, o cruzador Imperial Marinheiro possúia sete canhões de calibre 32. Além disso, a presença de quatro metralhadoras reforçava ainda mais seu poder de fogo. Sua tipulação consistia de 142 oficiais e praças.

## História
O cruzador Imperial Marinheiro, da Marinha do Brasil, carrega o título de ser o segundo navio a ser agraciado com esse nome. Seu nome é uma homenagem aos marinheiros nacionais que desempenham um papel fundamental na proteção e soberania das águas territoriais brasileiras.
O navio iniciou sua jornada sob o comando do Capitão-Tenente José Bitor de Lamare, que liderou a tripulação em suas missões e responsabilidades a partir de um ano não especificado. Em 1885, o cruzador Imperial Marinheiro viu uma transição de comando com a nomeação do Capitão-Tenente João Carlos Pereira Pinto como seu novo comandante.

### Naufrágio

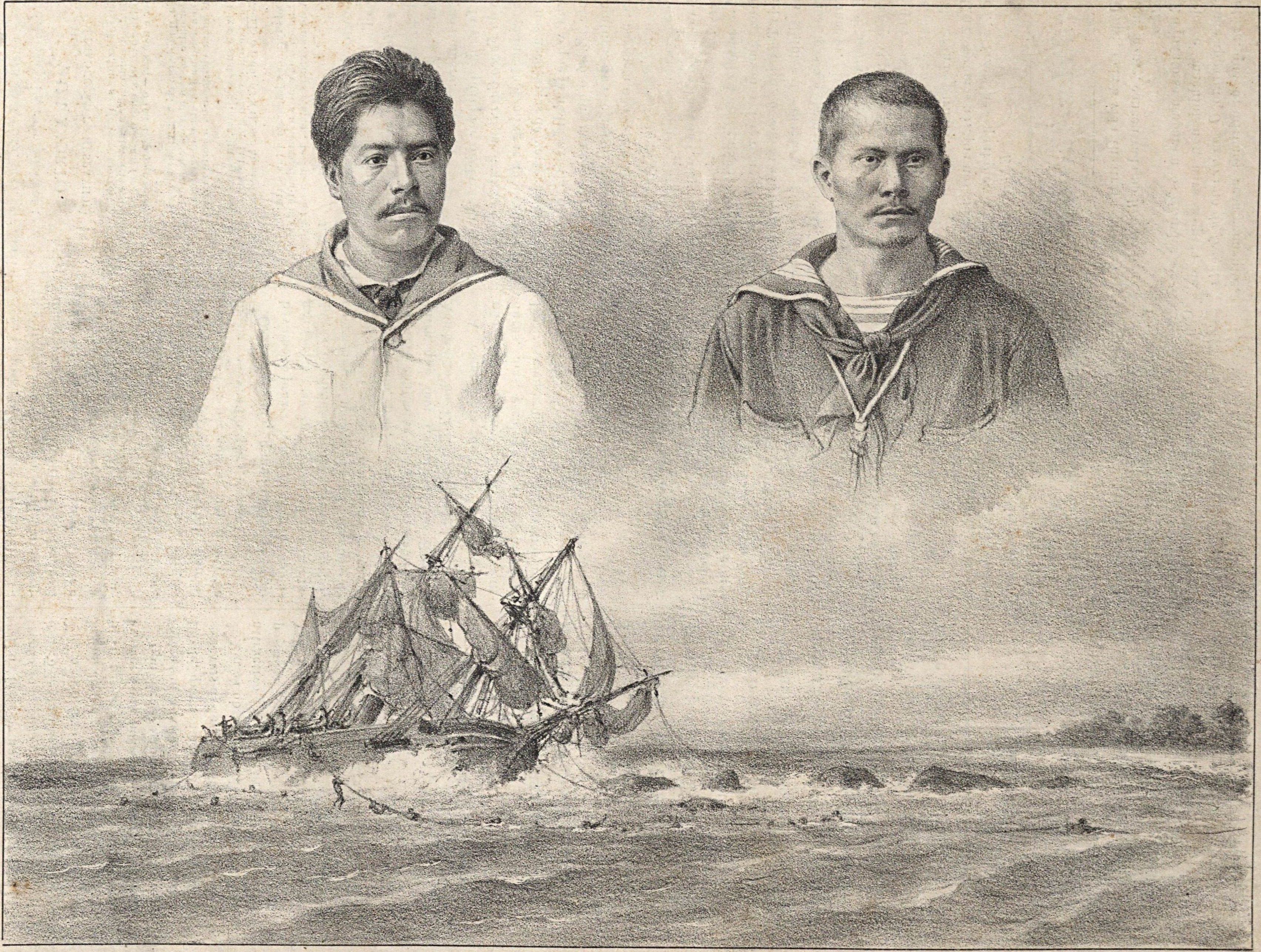
O naufrágio do Imperial Marinheiro e os pescadores Bernardo e Antonio Pedro, que participaram do salvamento das vítimas (Revista Illustrada, 1887).

No dia 5 de setembro, o navio Imperial Marinheiro partiu do Rio de Janeiro em uma missão comissionada pela Repartição Hidrográfica. O objetivo era sondar o banco Marajó, localizado em Abrolhos, em resposta a pedidos vindos da França. Esses pedidos eram motivados por relatos de toques de paquetes franceses em áreas de risco à navegação naquela região.
O comandante da embarcação, na época, era o Capitão-Tenente João Carlos da Fonseca Pereira Pinto. Na madrugada do dia 7 de setembro, o navio naufragou a duas milhas da desembocadura do Rio Doce, próximo à Vila de Regência, no Espírito Santo. Um escaler com 12 tripulantes foi lançado ao mar em busca de socorro. Eles procuraram o Patrão-Mor da Barra do Rio Doce, José da Rocha de Oliveira Pinto, que se dirigiu ao local do acidente com equipamento de salvatagem. No entanto, devido à escuridão, nada puderam fazer para ajudar. Com a chegada da luz do dia, os destroços do navio se espalharam pela praia, e vários sobreviventes estavam agarrados a eles, cercados por tubarões. Durante cinco horas angustiantes, uma batalha contra o mar revoltoso se desenrolou, resultando no resgate dos sobreviventes restantes através de um cabo estendido pelo Remador Bernardo José dos Santos entre a praia e o casco naufragado nas rochas.
Graças ao heroísmo de Bernardo José dos Santos e de outros corajosos envolvidos no resgate, centenas de homens foram salvos, incluindo diversos oficiais notáveis que posteriormente se destacariam na Marinha, como Índio do Brasil, Francisco de Matos, Calheiros da Graça e outros. Bernanrdo demonstrou uma coragem notável, nadando até o navio naufragado e conseguindo estabelecer uma ligação crucial com a costa, possibilitando assim o resgate de muitos náufragos. Sua contribuição heróica e altruísta foi reconhecida e aplaudida. No entanto, a tragédia também teve seu custo humano, com a perda de 14 vidas. A causa do naufrágio foi alvo de diversas especulações, com hipóteses que incluíam variação da bússola, erros de cálculo ou observação. Em sua defesa, o Comandante Pereira Pinto alegou que o acidente ocorreu devido à forte correnteza, uma explicação que lançou dúvidas e debates sobre as circunstâncias que levaram ao trágico naufrágio do Imperial Marinheiro.
A vítimas fatais foram: Segundo-Tenente Trifeno de Oliveira, o Guarda-Marinha Francisco de Paula Mello Alves, o Terceiro Maquinista Américo Brasílio da Silva, o Quarto Maquinista Ildefonso Machado Dutra, além de praticantes de máquinas como Francisco Dias Braga e Frederico Cândido de Andrade. Os Imperiais Marinheiros Francisco Segundo, Roque Lúcio, Américo Soares Lobo, Pedro Felício, Inácio Pereira, bem como o foguista contratado Francisco Xavier Estevão e os taifeiros Agostinho e José Alves Ferreira também perderam suas vidas na tragédia. 117 pessoas conseguiram sobreviver a esse desastre. Dentre esses sobreviventes, 92 eram praças do Corpo de Imperiais Marinheiros. Um nome se destacou nesse cenário de desespero e perigo: o pescador Bernardo José dos Santos, conhecido como Caboclo Bernardo.
Entretanto, a tragédia do cruzador Imperial Marinheiro não ficou isenta de responsabilidades e investigações. Por sentença do Conselho Supremo Militar de Justiça, datada de 10 de dezembro de 1887, o Capitão-Tenente João Carlos da Fonseca Pereira Pinto, que era o ex-comandante do navio no momento do naufrágio, foi condenado a dois anos de suspensão de comando. O Segundo-Tenente Alfredo de Azevedo Alves, que também era oficial do cruzador e estava encarregado da navegação, recebeu uma sentença de seis meses de prisão. Por outro lado, o Segundo-Tenente Alípio Mursa, oficial de quarto na ocasião do naufrágio, foi absolvido. Além das consequências legais, houve gestos de reconhecimento e gratidão para aqueles que desempenharam um papel fundamental no salvamento das vítimas. O pescador Bernardo José dos Santos, em particular, foi recebido com calorosos festejos em Vitória e no Rio de Janeiro, e o Governo Imperial o condecorou com uma medalha humanitária. Outros indivíduos, como o Furriel Imperial Faustino José Pedro, o Mestre do navio João Roque da Silva e o segunda-classe Imperial Marinheiro Manuel Francisco da Silva, também receberam galardões do Governo em reconhecimento pelos serviços prestados no resgate durante essa trágica calamidade.